# 沈驎士
沈驎士（418年—503年），《南史》作沈麟士，字雲禎，是南北朝吳興郡武康县人。他的祖父沈膺期，曾任晉朝的太中大夫。父亲沈虔之，是刘宋的乐安令。

## 生平
沈驎士幼年聪慧敏捷，熱愛學習，七岁时，听叔父沈岳谈论玄学。宾客散去后，他能完整复述谈话内容，毫无遗漏。沈岳抚摸着他的肩膀说：“如果斯文教化不中断，希望大概就在你身上了。” 长大后，博通经史，怀有高尚的志向。双亲去世后，他守丧合礼。服丧期满后，每逢忌日仍要流泪十余天。他家境貧寒，以編織竹簾為生，同時朗誦書籍，口誦手織從不停歇，乡里人称他为 “织帘先生”。曾有一次为他人制作竹器时误伤了手，便流着泪回家。一同劳作的人说：“这点伤不算什么，何至于落泪？” 他回答：“这伤本不疼，但身体发肤受之父母，如今毁伤，所以感伤悲泣。” 又有一次走路时，邻居认出了他穿的木屐，沈驎士问：“这是你的木屐吗？” 随即赤足返回。后来邻居找到自己的木屐，将之前认错的那双还给他，沈驎士说：“这不是你的木屐吗？” 笑着收下了。
劉宋元嘉末年，宋文帝命令尚書僕射何尚之抄撰五經，訪察舉薦學士，縣裡推薦沈驎士應選。他不得已来到都城，何尚之与他深相结交。到都城后，何尚之對兒子何偃說：“山野之中果然有奇特的士人啊，沈麟士就像黄叔度一类的人物，怎能让他去澄清混乱的世事呢？你要以他为师。” 他曾经苦于没有书籍，于是游历都城，遍览经史子集四部书籍后，感叹道：“古人又是什么样的人呢？” 不久后称病回乡，不再與外界人物交往。他撫養兄长的遗孤，仁義之名聞於鄉里。
有人勸沈驎士出仕，他回答說：“魚懸於市、獸困於檻，天下的束縛都是一樣的；聖人深悟玄理，所以每每行事能預見吉祥。我雖不能仰慕前賢達到坐忘物我的境界，為何不能追求日損私欲的修養？” 於是作《玄散賦》以絕意仕途。太守孔山士征召他，他不應召。同宗的徐州刺史沈曇慶、侍中沈懷文、左率沈勃前來拜訪，沈驎士從未回訪。他隱居於餘不縣的吳差山，講授經義，跟從學習的有數十上百人，各自營建房屋，依附在他居所旁。当时的人为此编语说：“吴差山中有贤士，开门教授生徒，居所成集市。”沈驎士推崇陸機的《連珠》，經常為學生講解。
征北將軍張永擔任吳興太守時，請沈驎士入郡。沈驎士聽說郡後堂优美的山水景致， 如同戴安道游览吴兴时，依托古墓建造的山池，想一睹为快，于是前往停留數月。張永想請他擔任功曹，派人表達意願。沈驎士說：“明府您德行沖淡質樸，留心山林隱士，我因此身披粗衣、拄杖相從，忘卻疲憊。若一定要給渾沌之民飾以蛾眉，給越地遊客戴上華冠，我雖不才，情願追隨高節之士，蹈海而死罷了。” 張永於是作罷。
昇明末年，太守王奐上表推薦他，朝廷下詔徵召他為奉朝請，他未就任。南齐永明六年，吏部郎沈淵、中書郎沈約又上表推薦沈驎士的義行，稱：“吳興沈驎士，英風早挺，高節早樹，貞粹之質生於天然，博學多才出於勤習。他家世孤貧，連粗食都難以為繼，卻懷抱書籍耕種，至白首無倦；挾著琴砍柴，邊走邊歌不停。長兄早逝，留下數個孤侄，他扶持病弱、養育幼童，自己吃苦而把甘美讓給他們。年過七十，德業品行不改。元嘉年以來，聘召接連不斷，他如玉石般越發純潔，如霜雪般節操日嚴。若讓他在朝堂參政，在宮中踐行大道，必能將朝廷規範傳播到邊鄙，將聖德恩澤播撒到荒遠之地。” 朝廷又下詔徵召他為太學博士，建武二年徵召為著作郎，永元二年徵召為太子舍人，他都未就任。他便给沈约写信说：“名声是实利的宾客，本非我所追求。朝廷无意用我，却空劳南北征召。施惠反成凶兆，恐怕就在于此吧。”
沈驎士没有任何营求，专心致力于治学，常常凭靠素几弹奏素琴，不奏新声。他背柴汲水，兩日只吃一日的糧食，守持節操直至終老。他勤學不倦，家中失火，燒毀數千卷書，當時他已年過八十，耳目仍聰明，親手從殘餘書頁中抄寫，在火光下書寫細小的字，又抄成二三千卷，裝滿數十個書箱，時人認為這是他修養身心、靜默寡言的結果。他作《黑蝶赋》以寄托心意，著有《周易两系》《庄子内篇训》，注釋《易經》《禮記》《春秋》《尚書》《論語》《孝經》《喪服》《老子要略》等數十卷。因認為楊王孫、皇甫謐深諳生死之道，而終禮卻矯揉造作，於是自作喪葬之制。遗令说：“气绝后撤去被子，取三幅布覆盖尸体。入殓时，将布移到尸体下作为殓服，反折布的左右两边覆盖上身，不再另制覆被。不须沐浴、含珠，穿上原本的裙衫、先穿的内裤，共两件衣物，上加单衣、幅巾、鞋、枕，棺中只需这些。依照皇甫士安（皇甫谧）的做法，棺中放置《孝经》。下葬后不再设立灵座，四季及祥祭时，暂且在地上铺席，用玄酒祭奠。世人相承用漆棺，如今不必如此，也不须使用铭旌。成服后即刻下葬，墓冢要小，以后附葬时再在旁边另作小冢。合葬不符合古礼。墓冢不须堆土成坟，使墓顶与地面齐平，王祥的终制也是如此。下葬不须用软车、灵舫、魌头，不得朝夕供奉食物。祭奠之法，到下葬时，只须清水一杯。” 儿子沈彝遵行遗令，州乡之人都称赞感叹。南梁天监元年，他与何点一同被征召，又未就任。天监二年，八十六歲時在家中去世，一说八十五岁。